# Padraic Colum
Padraic Colum, född 8 december 1881, död 11 januari 1972, var en irländsk-amerikansk författare.
Colum var från 1914 bosatt i Amerika. Colum har i en rad realistiska skådespel, bland annat The Land (1905) och The Fiddler's House (1907) skildrat irländska bondetyper och kärleken till jorden. Han har även skrivit en rad romaner, såsom Castle Conquer (1923) och lyriska dikter som Wild Earth (1907) och Creatures (1927).